# Carcharhinus obsoletus
Carcharhinus obsoletus is een vissensoort uit de familie van de Requiemhaaien (Carcharhinidae). De wetenschappelijke naam van de soort is voor het eerst geldig gepubliceerd in 2019 door White & Kyne & Harris.